# Bătălia de la Varșovia (1831)
Bătălia de la Varșovia s-a purtat în septembrie 1831 între Rusia Imperială și Polonia. După un asalt de două zile asupra fortificațiilor de vest ale orașului, apărarea poloneză s-a prăbușit și orașul a fost evacuat. A fost cea mai mare bătălie și ultimul episod al Războiului Polonezo-Rus din 1830-1831, conflict militar care a devenit mai cunoscut sub numele de Revolta din Noiembrie.
După aproape un an de lupte grele, o mare armată rusă a traversat Vistula și a asediat capitala Poloniei pe 20 august. Deși asediul a fost curând parțial ridicat și s-a deschis o cale de comunicare între oraș și restul Poloniei, marea armată rusă a rămas pe malul stâng al Vistulei și a continuat să amenințe orașul. Comandantul rus Ivan Pașkevici conta pe predarea polonezilor din moment ce omologul său polonez, Jan Krukowiecki, era cunoscut ca fiind un membru al forțelor politice moderate, dispuse să negocieze cu țarul rus Nicolae I, care fusese detronat de pe tronul Poloniei în ianuarie 1831 de către Seim (parlamentul polonez). Când o facțiune mai puțin conciliantă a câștigat puterea în Varșovia și oferta rusă de predare a fost refuzată, Pașkevici a ordonat trupelor sale să lanseze un atac împotriva fortificațiilor defensive vestice ale orașului. 
Atacul a început pe 6 septembrie 1831. Forțele ruse i-au surprins pe polonezi prin atacarea puternicei poziții poloneze din suburbia Wola. În ciuda apărării dârze a fortificațiilor, mai ales a forturilor 54 și 56, linia exterioară a defensivei poloneze a fost spartă de artileria și infanteria rusă după prima zi de lupte. În ziua următoare, lupta a fost reluată, iar de această dată artileria rusă a fost destul de aproape să pătrundă în cartierele vestice ale orașului. Deși pierderile au fost aproximativ identice în ambele părți, autoritățile poloneze au decis să nu riște repetarea Masacrului de la Praga și au ordonat evacuarea orașului. Pe 8 septembrie 1831 Varșovia a căzut în mâinile rușilor, iar restul Armatei Poloneze s-a retras către Modlin. Revolta din Noiembrie s-a încheiat curând după aceea, iar militarii Armatei Poloneze au trecut granițele Prusiei și Austriei pentru a evita să fie capturați de către ruși.
În secolul al XIX-lea lupta pentru Varșovia a devenit una dintre icoanele culturii poloneze, fiind descrisă, printre alții, de poeții romantici polonezi Adam Mickiewicz și Juliusz Słowacki. Ea a constituit, de asemenea, principala sursă de inspirație a compoziției Studiu revoluționar a lui Chopin, numită inițial Studiu cu privire la Bombardamentul asupra Varșoviei. Căderea Varșoviei a atras, de asemenea, un val de simpatie pentru poporul polonez și pentru lupta sa pentru obținerea independenței.

## Context
În 1830 o serie de revoluții a lovit Europa: Revoluția din Iulie în Franța, Revoluția Belgiană și mici revolte în Italia au amenințat să răstoarne cadrul politicii europene stabilit la Congresul de la Viena. Din moment ce țarii ruși erau unii dintre cei mai puternici susținători ai acestui status quo, revolta din Polonia și înlăturarea țarului din funcția de rege al Poloniei de către Seimul și Senatul Poloniei pe 25 ianuarie 1831 au fost considerate un fapt iritant destul de serios. Rusia nu putea să-și trimită armatele în Belgia sau în Franța înainte ca rebeliunea din Polonia să fie înăbușită. Din acest motiv ocuparea Varșoviei a fost principala țintă a Rusiei încă de la începutul ostilităților.
În cursul revoltei, armata Rusiei a încercat fără succes să ocupe capitala Poloniei în două rânduri. Mai întâi, în februarie 1831, forțele aflate sub comanda feldmareșalului Hans Karl von Diebitsch au luat cu asalt suburbia estică Praga. După sângeroasa luptă de la Grochów, Armata Poloneză s-a retras cu succes în Varșovia, iar capitala a rămas în mâinile polonezilor.
Neputând să ocupe Varșovia printr-un atac frontal, von Diebitsch a conceput un plan de înconjurare a orașului și de pătrundere în capitală dinspre vest. La începutul anului 1831 el și-a trimis forțele în amonte de Vistula, unde diviziile ruse urmau să traverseze râul și să se deplaseze spre nord către Varșovia. Noul plan a fost dejucat de către apărarea poloneză în trei bătălii succesive desfășurate la Wawer, Dębe Wielkie și Iganie. Rușii s-au retras înspre Siedlce, unde von Diebitsch s-a îmbolnăvit și a murit de holeră.

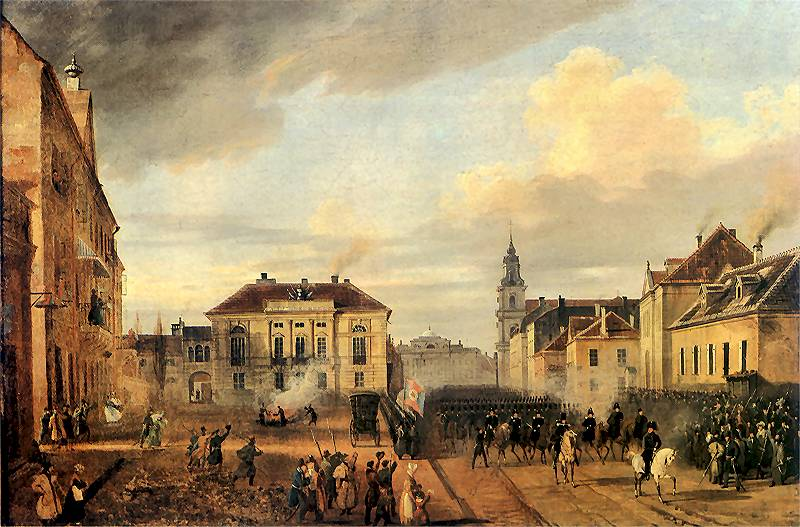
Forțele poloneze revenind de la Wierzbno, pictură din 1831 a lui Marcin Zaleski

Succesorul lui von Diebitsch în calitate de comandant-șef al forțelor ruse din Polonia, contele Ivan Pașkevici, a decis să aștepte ca forțele poloneze de pe alte fronturi să fie învinse înainte de a-și reluat marșul către Varșovia. În iunie 1831 atacul de la Vilnius al generalului Antoni Giełgud a eșuat, iar corpul sau a fost forțat să treacă granița în Prusia pentru a evita distrugerea sa completă. Numai un mic detașament sub comanda generalului Henryk Dembiński a reușit să se alăture principalei forțe militare poloneze. Acest lucru a asigurat flancul nordic al armatei lui Pașkevici și a permis forțelor sale să elaboreze un nou plan de atac. În loc să atace direct orașul și să riște încă o înfrângere, el a intenționat să încercuiască Varșovia, să o rupă de alte zone controlate de polonezi și să o supună cu forța.
Între 17 și 21 iulie 1831 el a traversat Vistula lângă Osiek cu armata sa principală și s-a deplasat către Varșovia prin Gąbin și Łowicz. Între timp, alte forțe ruse de pe alte teatre de război s-au îndreptat, de asemenea, îndreptate înspre oraș. Corpul de armată al generalului Gregor von Rosen (format din 12.000 de militari și 34 de tunuri) au mărșăluit aproape fără opoziție de la Brześć Litewski și au ajuns în suburbia Praga pe data de 10 august. Corpul de armată al generalului Theodor von Rüdiger (format din 12.000 de militari și 42 de tunuri) a traversat Vistula Superioară la Józefów pe 7 august și a capturat orașul Radom.
Noul comandant-șef al Armatei Poloneze, Jan Zygmunt Skrzynecki, ezita, de asemenea, să poarte o bătălie majoră. În schimb, el a ordonat fortificarea Varșoviei și le-a permis rușilor să traverseze Vistula fără opoziție. În opinia sa, războiul putea fi câștigat doar pe cale diplomatică, prin intervențiile Marii Britanii, Austriei și Franței. Dacă acestea vor eșua, Skrzynecki credea că Varșovia va fi ținută cel puțin câteva săptămâni sub asediu, după care cea mai mare parte a Armatei Poloneze va fi încă intactă pentru a duce o bătălie decisivă împotriva armatei ruse, care ar fi fost ruptă de Vistula de o parte însemnată a trupelor ei. Pe 10 august 1831 Skrzynecki a fost forțat să demisioneze și a fost înlocuit cu Henryk Dembiński, guvernatorul militar al Varșoviei.

## Preludiu

### Câmpul de luptă

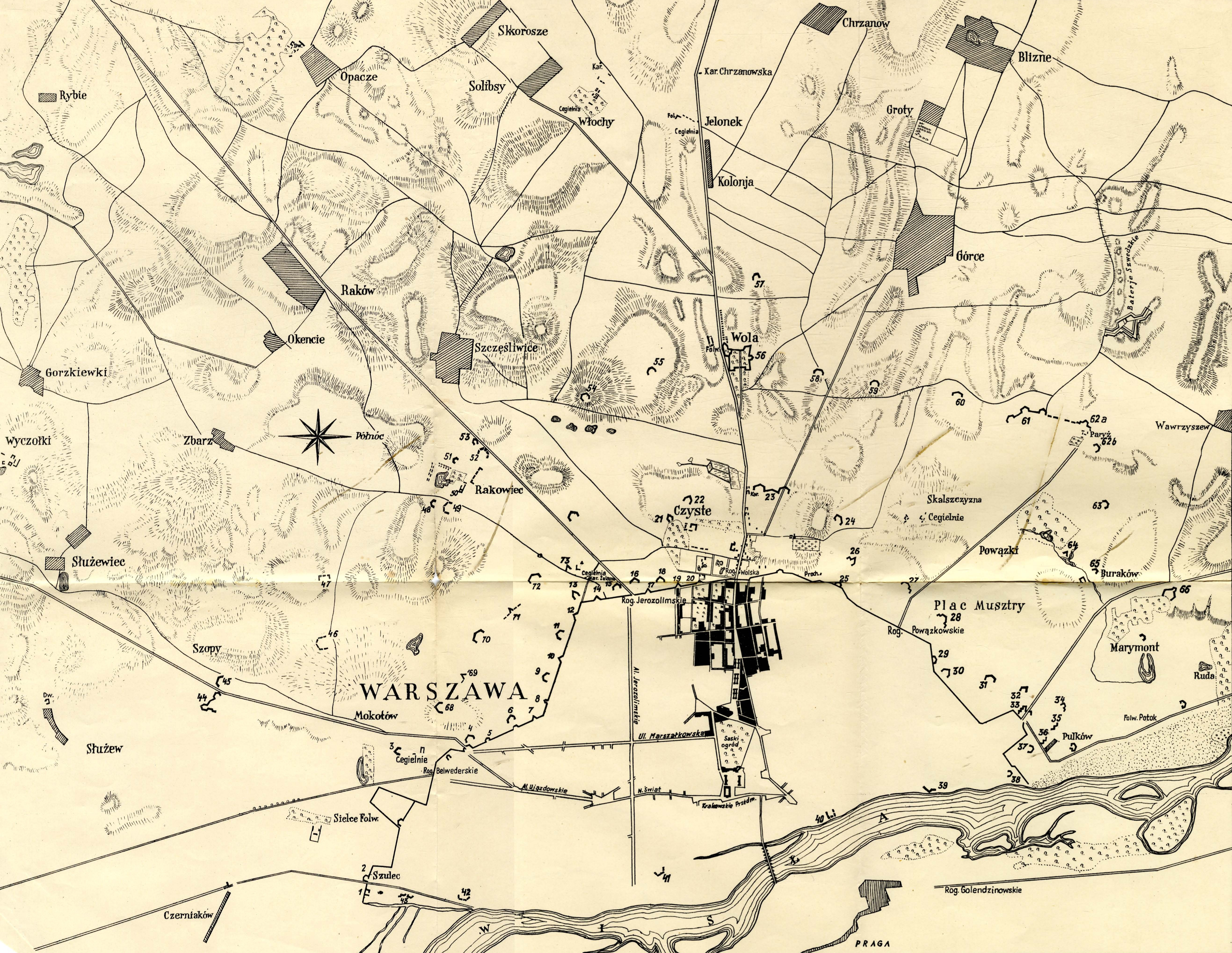
Planul fortificațiilor poloneze (nordul este la dreapta)

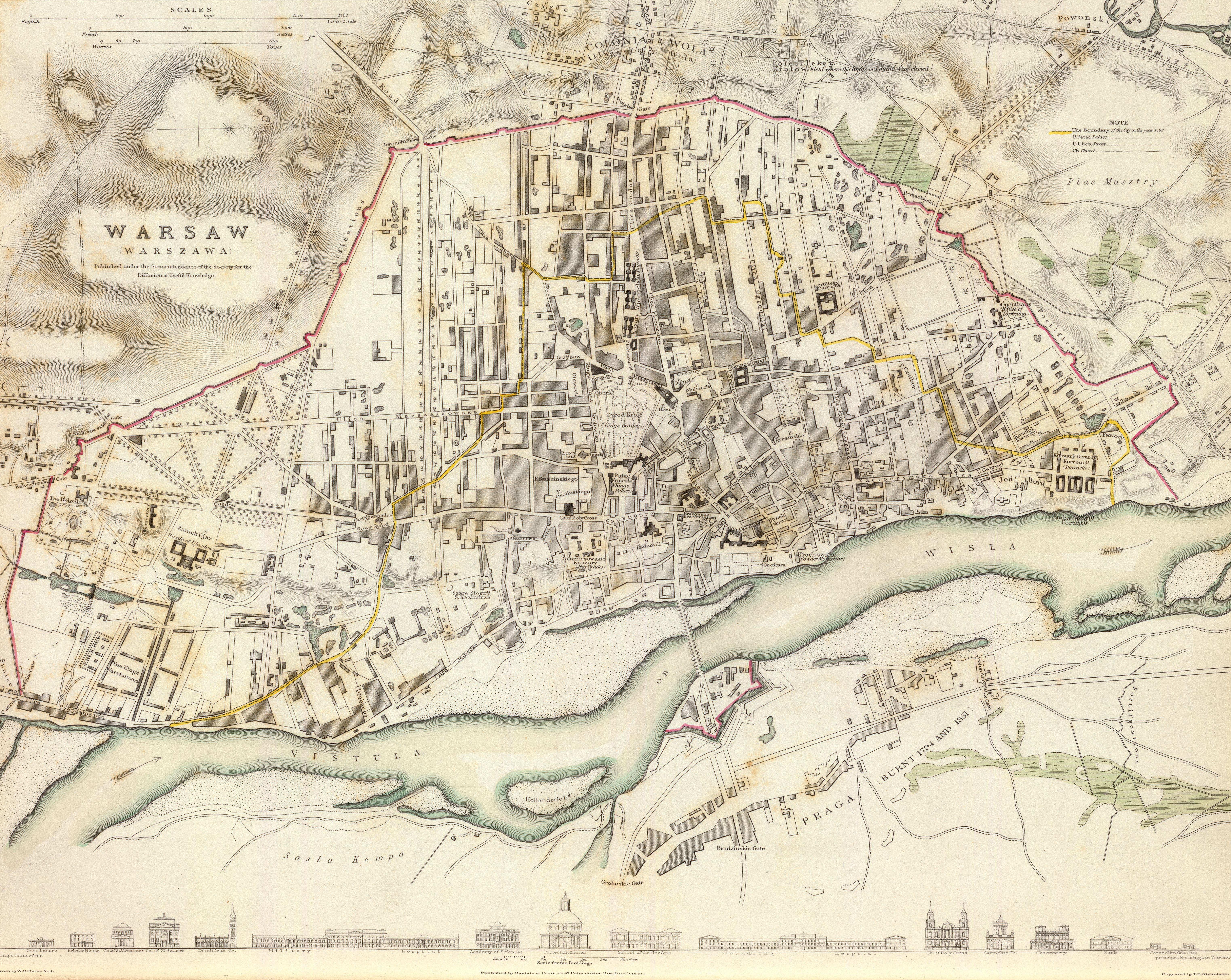
Hartă a Varșoviei din 1831, cu Lubomirski Metereze marcate în roșu. Linia principală de polonez de apărare a urmat-o îndeaproape.

La sfârșitul secolului al XVIII-lea și începutul secolului al XIX-lea Varșovia s-a dezvoltat rapid. Ca urmare a faptului că Polonia traversa o perioadă de frământări constante și războaie devastatoare, capitala era lipsită de fortificații moderne permanente. Pentru a face față asediului rus, au fost construite trei linii de terasamente, ziduri și palisade pe ambele părți ale Vistulei. Terasamentele aveau, de obicei, mai mulți metri înălțime și erau construite în mare parte din nisip și argilă, consolidate cu gabioane și înconjurate de un șanț uscat, o palisadă și o linie de obstacole capcană.
Linia interioară, a treia, urma aproximativ traseul fostelor Metereze Lubomirski, ce fuseseră demolate cu doar câțiva ani mai înainte. Era o linie continuă de terasamente cu înălțimea de 3 metri, întărită cu numeroase forturi și clădiri fortificate.
Cea de-a doua linie de apărare era alcătuită din forturi lungi de 400-600 m aflate în fața liniei interioare de apărare. Cele mai puternice forturi se aflau de-a lungul drumului spre Kalisz.
Prima linie de apărare, cea exterioară, consta din forturi mici și metereze ce urmau o linie semicirculară de la Szopy, prin Rakowiec, Wola și Parysów către malurile Vistulei. Avanposturile fortificate ale liniei exterioare de apărare se aflau la distanțe de 1,5-3 km în fața celei de-a treia linii. Scopul lor era să reziste la atacurile inițiale și să divizeze forțele atacatoare ruse în grupuri mai mici. Existau cinci grupuri mari de terasamente în linia exterioară:
- Królikarnia (Forturile 44 și 45)
- Rakowiec (Forturile de la 48 la 53)
- Wola (Fortul 56)
- Parysów (Forturile 61 și 62)
- Pădurea Marymont (Fortul 66)

Spațiul dintre fortificațiile mari era acoperit de o serie de mici redane (forturi ieșite în afară în forma literei V) și barcane (forturi trapezoidale). Cea mai puternică fortificație din linia exterioară de apărare era fortul 56 din suburbia Wola, construit în jurul Bisericii Sf. Laurențiu. El era susținut de luneta 57 în față și de două forturi (54 și 55), la sud de acesta. Cartierul general se afla în fortul 73 între Rakowiec și Poarta Jerozolimskie.
Cartierul general polonez a decis să înarmeze linia exterioară de apărare, cea mai îndepărtată de zonele dens populate. Motivul era că în anii 1830 aproximativ 53% din clădiri (din cele 3.148 case din Varșovia) erau confecționate din lemn, iar un incendiu putea distruge cu ușurință orașul. În cazul în care inamicul trecea prin toate cele trei linii de apărare, centrul orașului era fortificat, de asemenea, cu 30 de baricade, metereze ce serveau ca pereți ai mai multor clădiri și mine ascunse sub principalele străzi.

### Forțele opuse

#### Armata Rusă
Pe 20 august 1831 Varșovia era aproape în întregime înconjurată de către ruși. Contele Pașkevici avea la dispoziție o armată numeroasă și bine echipată. Principala forță de pe malul stâng al Vistulei consta din 54.000-55.000 de soldați, fiind susținută de 324 de tunuri de diferite calibre. O altă forță formată din 7.000 de soldați și 20 de tunuri păzeau punctele de trecere ale râului. Corpul II Infanterie, aflat sub comanda generalului Cyprian von Kreutz (21.000 de soldați, 90 de tunuri), se îndrepta către oraș dinspre Osiek, în timp ce corpul lui von Rüdiger era blocat în jurul orașului Radom, luptând cu un mare corp polonez comandat de generalul Samuel Różycki.
Pe 5 septembrie 1831, forța rusă principală a crescut la 78.500 de militari, inclusiv 2.000 de geniști, 54.000 de infanteriști și 17.200 de cavaleriști. Artileria rusă o depășea numeric pe cea poloneză și dispunea de 382 de tunuri și 8 mortiere manevrate de 7.300 de oameni. Forțele ce atacau Varșovia erau împărțite după cum urmează:
- Corpul I Infanterie (generalul Peter von der Pahlen) – 11.300 de infanteriști, 424 de cavaleriști, 66 tunuri și 4 mortiere
  - Divizia de cavalerie (prințul Stepan Hilkov) – 2.700 de cavaleriști, 847 de cazaci, 10 tunuri
- Corpul II Infanterie (generalul Cyprian Kreutz) – 11.200 de infanteriști, 1.110 de cavaleriști, 68 de tunuri și 4 mortiere
  - Divizia de cavalerie (generalul Georg Nostitz) – 2.100 de cavaleriști, 16 tunuri
  - Divizia de infanterie (generalul Nikolai Muraviev) – 3.100 de infanteriști, 16 tunuri
- Corpul de Gardă Imperială (în rezervă, Marele Duce Mihail Pavlovici) – 15.700 infanteriști, 56 tunuri
  - Corpul de Grenadieri (generalul Ivan Șahovskoi) – 11.000 de infanteriști, 40 de tunuri
  - Corpul de cavalerie (generalul Jan de Witte) – 8.500 de cavaleriști, 40 de tunuri
  - artileria de rezervă – 60 tunuri
- Divizia a 2-a Infanterie Ușoară (general Karl Gustav von Strandmann) – 1.400 de infanteriști, 484 de cavaleriști, 875 de cazaci și 6 tunuri

Forța rusă era superioară, dar se confrunta cu grave probleme logistice. Armata contelui Pașkevici era prea mare pentru a se aproviziona doar cu alimente confiscate de pe terenurile ocupate. Aprovizionarea sa depindea de transporturile de alimente aduse din Rusia, fie direct prin parcurgerea teritoriului polonez, fie prin Prusia care era teoretic neutră. Epidemia de holeră adusă în Polonia și Prusia de Est de soldații ruși a obligat însă autoritățile prusace să-și închidă frontierele pentru transporturile proviziilor ruse. Pentru a evita ca armata lui să sufere de foame, Pașkevici a comandat construirea a două poduri permanente peste Vistula, la Góra și Podgórze. Numai acesta din urmă a fost finalizat până la începerea asaltului rusesc asupra Varșoviei.

#### Armata Poloneză
Armata Poloneză avea la începutul lunii septembrie 1831 aproximativ 62.000 de oameni. Garnizoana din Varșovia număra 31.100 de infanteriști și 3.800 de cavaleriști. Ea era împărțită în următoarele unități:
- Corpul I (generalul Jan Nepomucen Umiński) – 18.100 infanteriști, 1.400 de cavaleriști, 34 de tunuri
- Corpul de rezervă (generalul Henryk Dembiński) – 11.500 de infanteriști, 1.700 de cavaleriști, 12 tunuri
- Garnizoana din Varșovia și Praga – 1.361 de infanteriști, 524 cavaleriști

Artileria includea 228 de piese de artilerie de toate tipurile și 21 de baterii de rachete incendiare Congreve, manevrate de 4.554 de militari din armata regulată și de 200 de membri ai Gărzii Naționale.

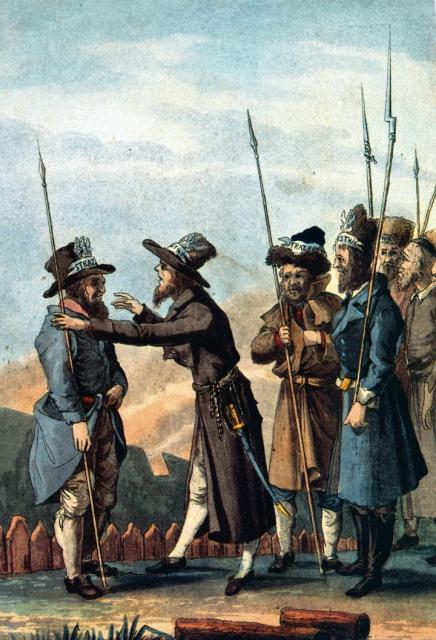
Garda Evreiască, gravură din 1831 de Fryderyk Krzysztof Dietrich

Efectivul uman era insuficient pentru manevrarea tuturor mijloacelor de apărare și unele forturi au trebuit să fie abandonate. Comisia de Inginerie a orașului a susținut că fortificațiile Varșoviei aveau nevoie de cel puțin 60.000 de militari pentru a fi pe deplin pregătite.Straż BezpieczeństwaGwardia Narodowa Mai erau disponibili 15.000 de membri valizi ai milițiilor Gărzii Civice (Gwardia Miejska Starozakonna), Gărzii Naționale () și Gărzii Evreiești () care doreau să se alăture luptei, dar armata a refuzat să le ofere arme de teamă că va pierde controlul asupra plebei indisciplinate.
Orașul adăpostea în acel timp peste 175.000 de civili și refugiați, iar apărătorii aveau rezerve reduse de alimente. Rezervele de muniție erau excelente și „permiteau Armatei Poloneze să poarte nu una, ci trei bătălii majore”. Arsenalul din Varșovia deținea doar el 3 milioane de cartușe și 60.000 de ghiulele de tun, adică mai mult de 200 de ghiulele pentru fiecare tun.
Epidemia de holeră a lovit Varșovia între 16 mai și 20 august; 4.734 de oameni s-au îmbolnăvit și 2.524 au murit. Pe 15 august a izbucnit o revoltă în oraș, iar o unitate de 3.000 de civili și soldați i-a ucis pe cei bănuiți că ar fi spioni și trădători. Între 36 și 60 de persoane au fost ucise. Ordinea a fost restaurată, dar situația în orașul asediat a rămas fragilă.

#### Antrenament, echipament și moral
Ambele părți erau instruite într-o manieră similară și foloseau echipament similar. Pușca standard pentru ambele părți era muscheta cu cremene Model 1808 (o copie a muschetei Charleville), cu diverse modificări, muscheta Model 1826, cu o rază efectivă ce nu depășea 250 de metri. Unele unități de infanterie poloneze erau încă înarmate cu puști de vânătoare sau cu coase lungi de război, dar spre deosebire de opinia greșită purtătorii de coase (kosynierzy) formau doar o mică minoritate a forțelor poloneze. Artileria utilizată de către ambele părți era compusă în mare parte din tunuri rusești cu ghiulele de șase și douăsprezece livre; artileria grea conținea tunuri de 10 livre („un sfert de pud”) și de 20 de livre („jumătate de pud”). Pe lângă artileria de tip rusesc, ambele părți foloseau, de asemenea, într-o mai mică măsură tunuri de proveniență străină. Forțele ambelor părți erau un amestec de soldați vechi, instruiți în unitățile obișnuite înainte de război și căliți în lupte, și de soldați noi, proaspăt recrutați.

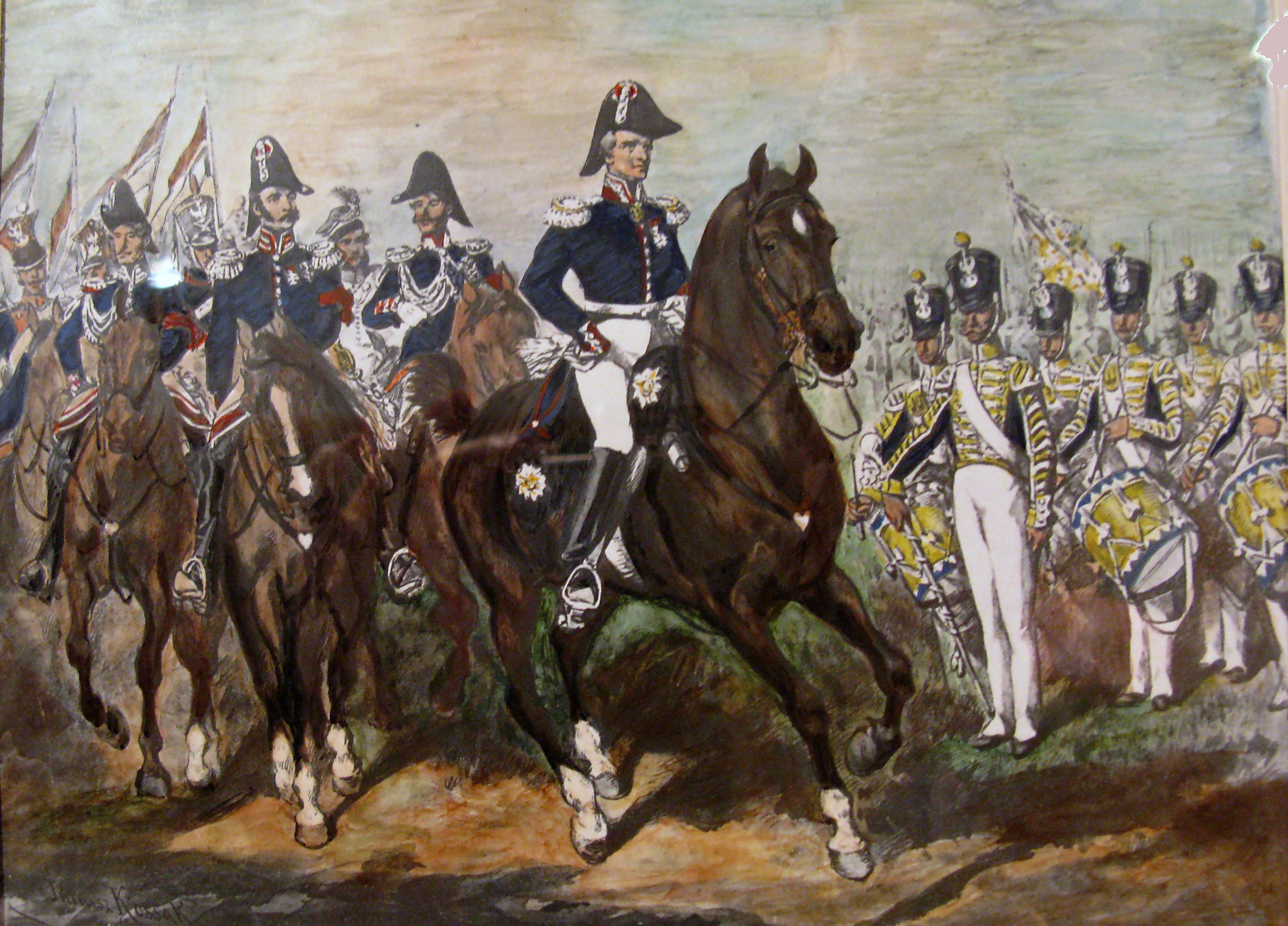
Membrii Statului Major Polonez purtau uniforme bleumarin ce aminteau de ținuta din epoca Napoleoniană. Soldații fiecărui regiment purtau uniforme în culorile țării lor.

Armata Poloneză era formată în principal din voluntari și organizată după principiile militare ale armatei lui Napoleon Bonaparte, ceea ce însemna că nu erau prevăzute pedepse corporale în manualele militare și soldații erau foarte motivați. Moralul bun din primele luni ale revoltei se prăbușise însă de multă vreme în zilele de la începutul lunii septembrie. Un lung șir de înfrângeri, victorii parțiale și retrageri, completate cu nehotărârea Comandamentului General și cu schimbări frecvente în structura de comandă (între 12 și 20 august s-au schimbat patru comandanți șefi) a dus la scăderea moralului soldaților. De asemenea, mulți generali din Varșovia nu aveau încredere în obiectivele revoltei ce fuseseră stabilite de mai mulți membri cu idei liberale ai Seimului și „își făceau doar datoria”, sperând că status quo-ul se va reinstaura imediat ce țarul va fi silit să-și țină promisiunile. Generalii care sprijineau continuarea luptei (Jan Nepomucen Umiński, Henryk Dembiński, Józef Bem și Kazimierz Małachowski) au fost la conducere la începutul lunii septembrie, dar erau depășiți numeric de generalii care au fost dispuși să semneze un armistițiu cu rușii, chiar și împotriva voinței Seimului.
Prin contrast, moralul forțelor ruse era extrem de ridicat. Comandanții ruși aveau o mare experiență în operațiunile de asediu; Pașkevici însuși capturase cel puțin șase orașe fortificate în cariera sa, participând la Capturarea orașului Erevan și a fortăreței Abbas-Abbad în Războiul Ruso-Persan din 1826, la Bătălia de la Akhalzic și la asediul orașului Kars în timpul Războiului Ruso-Turc din 1828.

## Lupta

### Primele ciocniri
Confruntat cu probleme logistice, noul comandant-șef polonez Jan Krukowiecki, care îl înlocuise pe Dembiński la mijlocul lunii august, a ordonat abandonarea malului drept. Ca și predecesorul său, Krukowiecki era un conservator și credea că scopul principal al Revoltei din Noiembrie era întoarcerea la status quo ante cu țarii Rusiei ca regi ai Poloniei, dar respectând constituția și legile poloneze. Spre deosebire de Skrzynecki, el a crezut că intervenția străină era nerealistă și a vrut să-i forțeze pe ruși să revină la negocierile de pace prin înfrângerea forțelor ruse, ruperea asediului sau stoparea încercărilor de asalt.

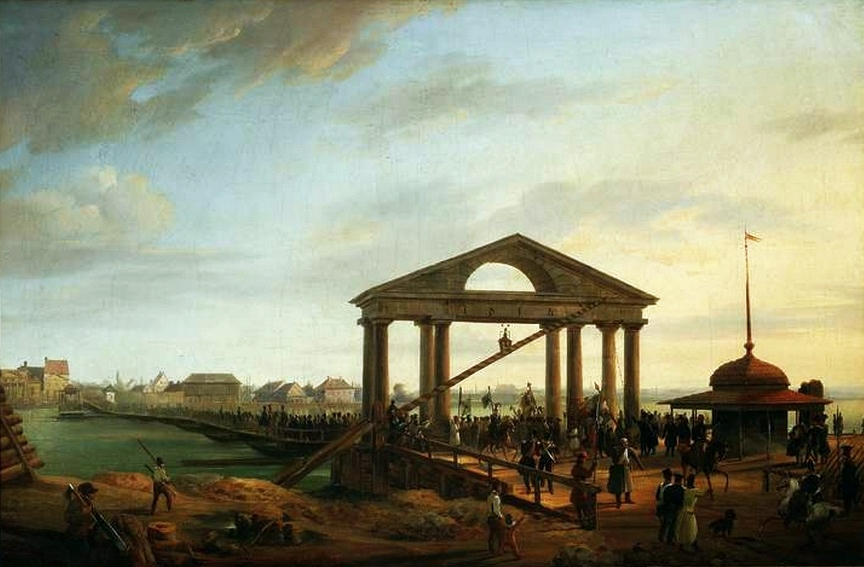
Pod de pontoane peste Vistula pe o pictură din 1831 de Marcin Zaleski

Potrivit noii strategii, forțele comandate de Girolamo Ramorino și Tomasz Łubieński trebuiau să părăsească orașul și să rămână pe malul drept al Vistulei, să hărțuiască forțele rusești comandate de von Rosen și de von Rüdiger, să ocupe punctele de trecere a râului de la Osiek, să asigure aprovizionarea orașului și să-l silească pe Pașkevici să disloce o parte din forțele sale pentru a lupta cu ei. Amândouă forțele sus-menționate au părăsit orașul între 16 și 20 august 1831. Corpul de armată condus de Tomasz Łubieński s-a îndreptat către Płock, a rupt încercuirea și a aprovizionat orașul cu proviziile necesare. Forțele sale au rupt, de asemenea, linia de nord a comunicațiilor între forțele lui Pașkevici și Prusia de Est. Corpul II comandat de Girolamo Ramorino la Podlasie a învins corpul de armată al lui von Rosen în mai multe lupte, inclusiv în bătăliile de la Międzyrzec și Rogoźnica. Nehotărârea lui Ramorino și nerespectarea ordinelor au permis forțelor ruse învinse și inferioare numeric să se retragă spre Brześć Litewski și să evite astfel distrugerea lor completă.
Plecarea unităților regulate conduse de Ramorino și Łubieński a slăbit forțele de apărare a orașului, mai ales forțele din prima linie de apărare. Efectivul garnizoanei a scăzut la 28.000 de soldați din trupele regulate și 10.000 de soldați proaspăt recrutați, slab pregătiți și înarmați, de multe ori, doar cu coase.
După ce l-au învins pe von Rosen la Międzyrzec pe 29 august, forțele conduse de Ramorino s-au întors la Siedlce, dar Ramorino a ignorat ordinul și l-a urmărit pe von Rosen spre Brześć. Ordinul de a reveni prin Łuków la Siedlce a fost repetat pe 4 septembrie. De acolo, un marș forțat i-ar fi permis Corpului II să treacă Vistula, la sud de Varșovia și să-l atace din spate pe Pașkevici sau să se alăture grosului Armatei Poloneze pentru apărarea Varșoviei. Ordinul repetat a fost, de asemenea, ignorat. O mare parte a forțelor poloneze, compusă în mare parte din soldați condimentate, cu un moral înalt datorită victoriilor recente, rătăcea fără țintă prin Podlasie, la numai câteva zile de marș de Varșovia. În loc să vină în ajutorul apărătorilor Varșoviei sau să urmărească forțele în retragere ale lui von Rosen, Ramorino a așteptat o săptămână în Podlasie și apoi s-a îndreptat către sud, departe de inamic.
Pe 4 septembrie Pașkevici a trimis un delegat la Varșovia, cerând capitularea garnizoanei orașului și promițând revizuirea constituției. Doar trei din cei zece membri ai Comisiei Diplomatice au votat în favoarea continuării negocierilor, iar pe 5 septembrie comandantul rus a fost informat că singura soluție acceptabilă fusese făcută cunoscută deja în declarația Seimului. Polinezii au solicitat ca toate teritoriile ocupate de Rusia în urma împărțirii Poloniei să fie restituite și au confirmat că detronarea lui Nicolae I ca rege al Poloniei (din 25 ianuarie 1831) era încă valabilă. În ajunul bătăliei, Armata Rusă s-a mutat de pe pozițiile sale din satele învecinate cu Varșovia (Nadarzyn, Wolica, Falenty, Dawidy și Raszyn), mai aproape de pozițiile poloneze. Gărzile imperiale au început să se deplaseze către Opacze Wielkie. Corpul de Cavalerie, Corpul I Infanterie și trupele de grenadieri s-au mutat pe drumul către Kalisz lângă Szamoty, în timpc e Corpul II Infanterie s-a mutat la Włochy. Divizia de infanterie condusă de Muraviev a ocupat terenurile dintre Okęcie și Rakowiec și divizia de cavalerie condusă de Nostitz s-a deplasat la Zbarż. Pentru a completa încercuirea, Divizia a 2-a Infanterie Ușoară comandată de von Strandmann a ocupat poziții în apropiere de Służew pe drumul către Lublin, în timp ce divizia de cavalerie a lui Stepan Hilkov s-a deplasat la Chrzanów. Căruțele cu provizii și trupele de rezervă au fost lăsate în Nadarzyn.

### Planuri de luptă

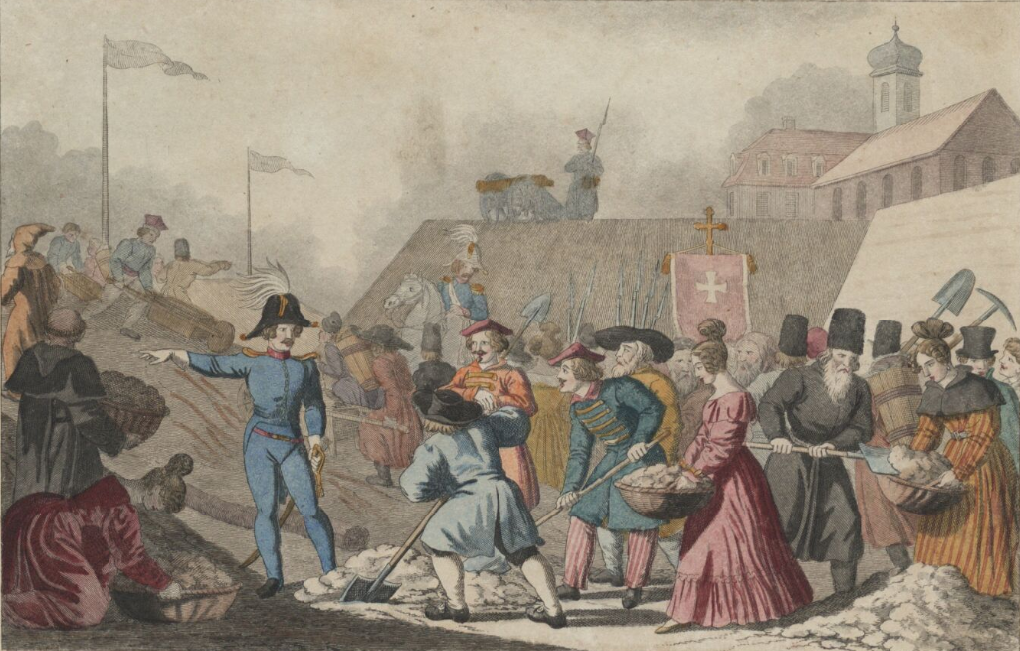
Polonezii fortifică Varșovia, capitala lor, o gravură din oțel din secolul al XIX-lea publicată în Germania

Deși Pașkevici s-a opus inițial ideii unui atac general asupra orașului, acțiunile lui Ramorino și Łubieński i-au forțat mâna. Forța lui avea provizii și muniții insuficiente: pe la începutul lunii septembrie principală forță rusă avea alimente și furaje pentru cai pentru doar 5 zile. Pe 28 august Pașkevici a acceptat unele dintre sfaturile generalilor săi și a ordonat începerea pregătirilor pentru un atac general. După mai multe zile de certuri în cartierul general rus, s-a decis pe 4 septembrie că obiectivul principal ar trebui să vizeze puternica poziție poloneză din spatele suburbiei Wola. Atacul urma să se concentreze asupra fortificației centrale din Wola, fortul 56, și a fortificațiilor din jur. Corpul I Infanterie Rus urma să ia cu asalt fortul 57 și să continua apoi spre forturile 56 și 58. Corpul II Infanterie trebuia să atace forturile învecinate 54 și 55. Alte sectoare de front urmau să fie ținta unor atacuri diversioniste. Pașkevici probabil nu a vrut să intre în Varșovia și s-a gândit că apărătorii polonezi vor abandona orașul sau se vor preda după ce inelul exterior de apărare va fi străpuns și centrul orașului va fi amenințat cu foc.
Planul polonez planul s-a bazat pe apărarea stabilă a liniei frontului, cu forțele comandate de Umiński și Dembiński în spatele celei de-a doua linii de apărare care urmau să acționeze ca o rezervă mobilă, împreună cu artileria și cavaleria divizională. Corpul lui Umiński trebuia să acopere sectorul sudic al frontului pe o linie de aproximativ 7,1 km de la drumul spre Puławska, prin drumul spre Cracovia, către linia care conecta fortul 18 și fortul 74. Forțele comandate de Dembiński trebuiau să apere sectoarele de vest și de nord, de-a lungul unei linii lungi de 9,6 km care se întindea de la Reduta 54 la suburbia Marymont. Majoritatea forțelor poloneze se aflau în partea de sud a orașului, deoarece cartierul general polonez presupunea în mod greșit că rușii vor ataca porțiunea cea mai slabă a defensivei din jurul Królikarnia, suburbiile Mokotów și Czerniaków.

### 6 septembrie
Înainte de a începe bătălia Pașkevici avea o superioritate numerică devastatoare pe frontul de vest. Prima linie rusă vizavi de Wola era formată din 30.200 de soldați, 144 de piese de artilerie și opt mortiere; cea de-a doua linie era formată din 39.200 de soldați și 196 de piese de artilerie. De partea cealaltă, se aflau 5.300 de infanteriști, 65 de tunuri și 1.100 de cavaleriști sub comanda lui Dembiński, plus o unitate de rezervă cu 4.800 de soldați.600 metri (2.000 ft)

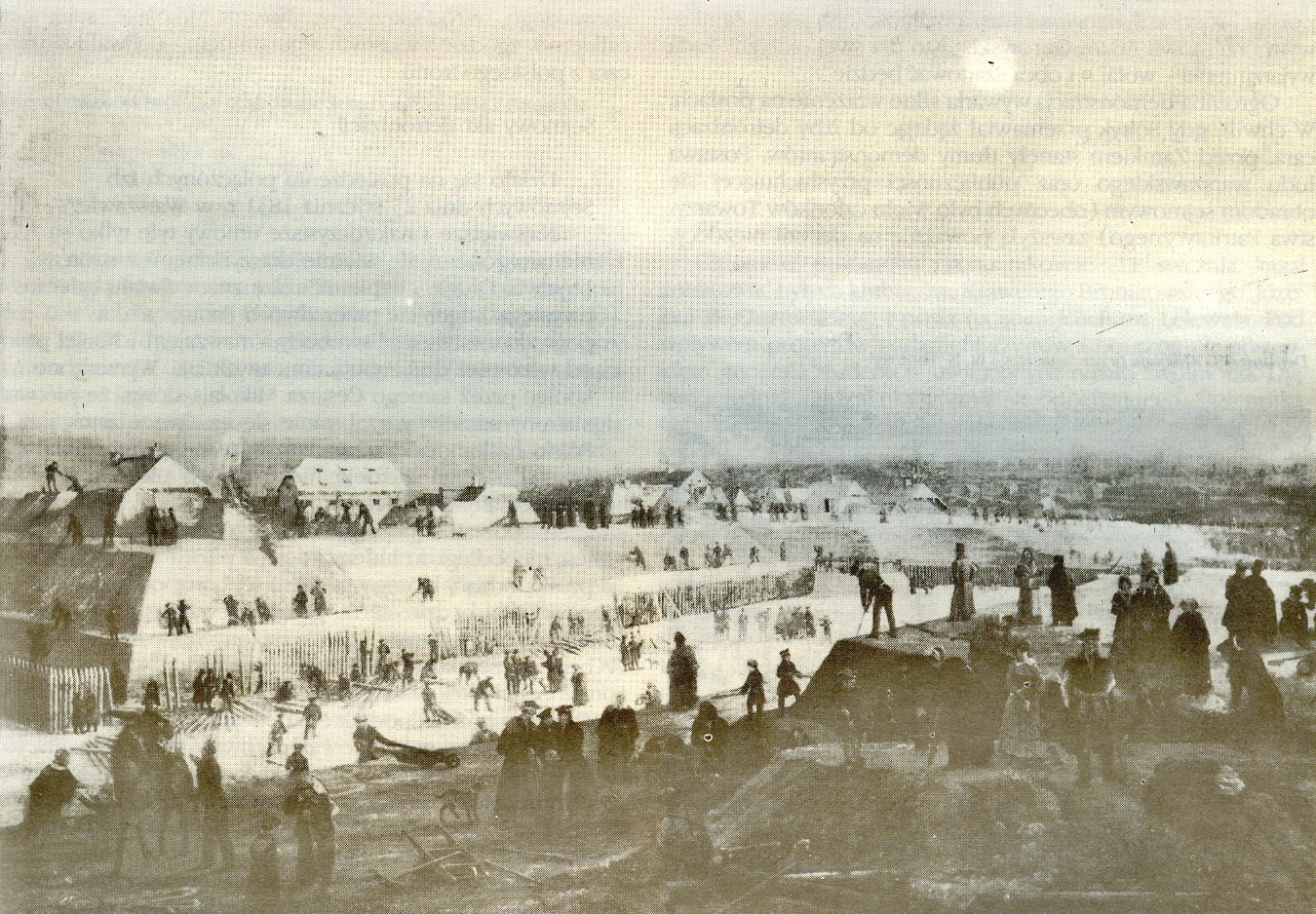
Metereze de la Varșovia aveau înălțimea de peste 3 metri și au fost întărite cu palisade, șanțuri uscate, gropi cu țepe și alte obstacole. Casele de lângă forturi au fost, de asemenea, fortificate.

La ora 2:00 posturi de observație poloneze de pe Biserica Sfânta Treime și Observatorul Astronomic de pe Bulevardul Ujazdów au văzut mișcările inamicului și au sunat alarma. Atacul a început în jurul orei 4:00 și într-o oră forturile poloneze 54 și 57 au deschis focul asupra trupelor rusești care se apropiau. În jurul orei 5:00, cele optzeci și șase de tunuri ale Corpului de Infanterie Marină au început bombardarea pozițiilor poloneze din jurul fortificațiilor din suburbia Wola de la o distanță de 600 de metri și lupta a început.

#### Fortul 54

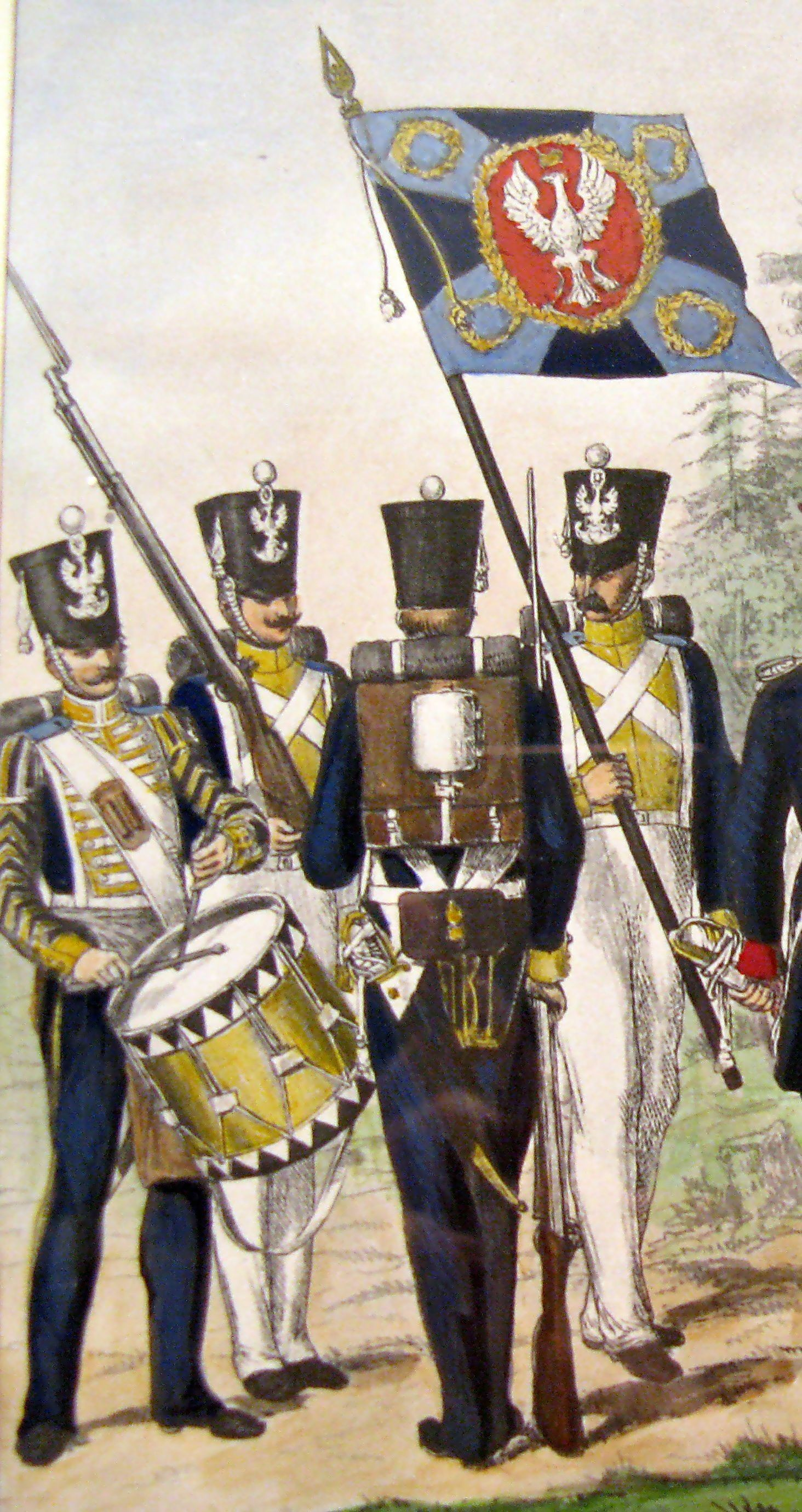
Soldații regimentelor poloneze formate înainte de izbucnirea ostilităților (Regimentele de Infanterie 1-8) purtau uniforme bleumarin, cu pantaloni albi și gulere galbene.

#### Fortul 56

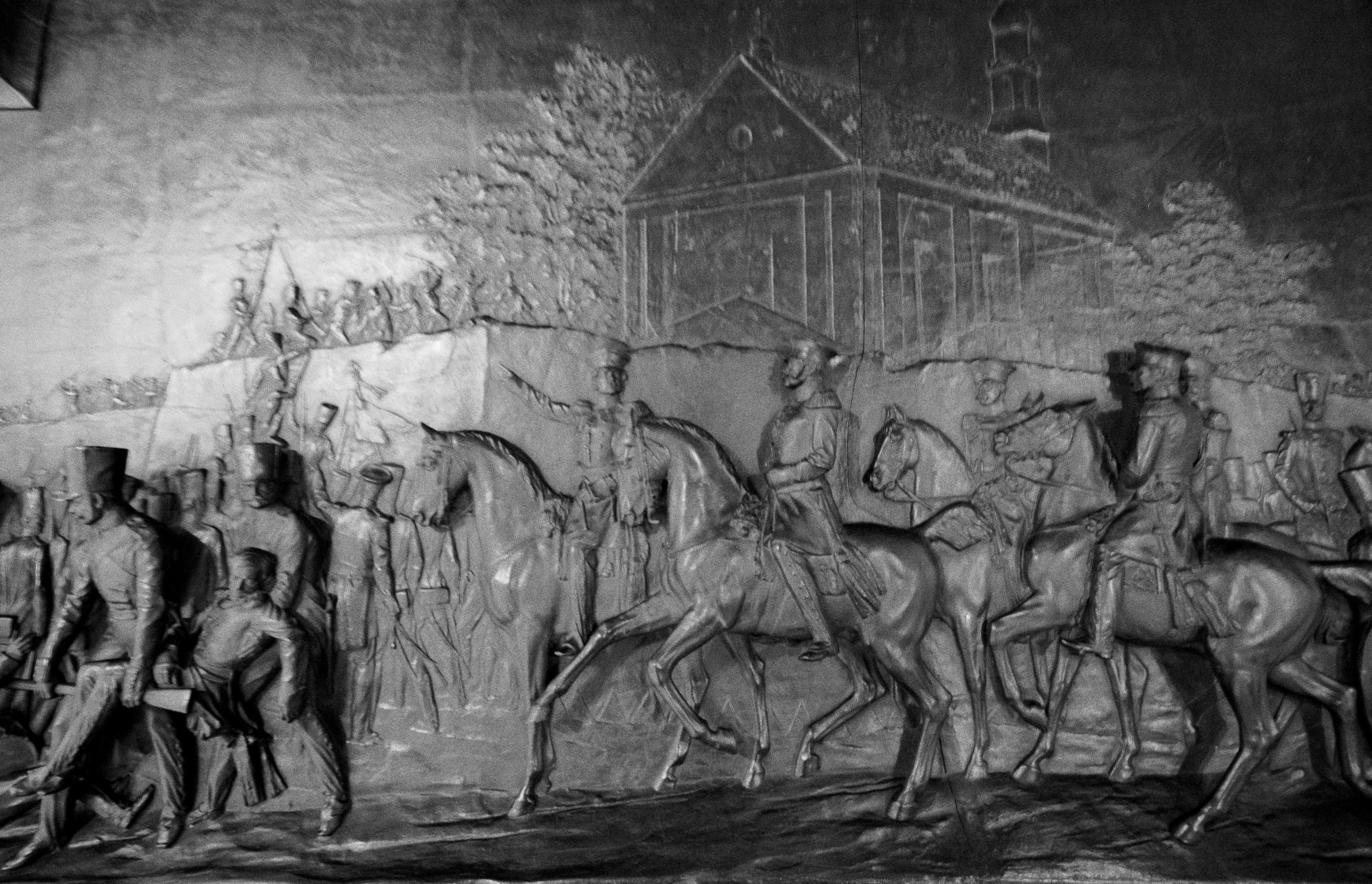
Pașkevici comandând forțele ce atacau Reduta 56, un basorelief de pe monumentul lui Pașkevici din Varșovia

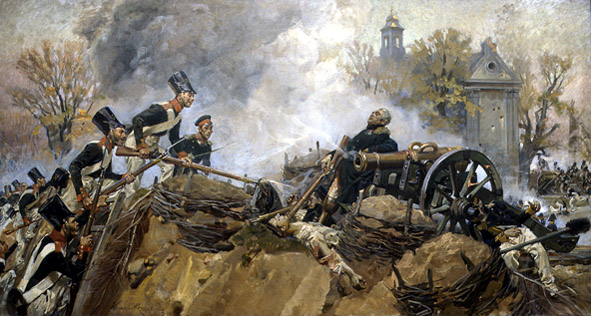
Sowiński pe Meterezele Wola, pictură de Wojciech Kossak

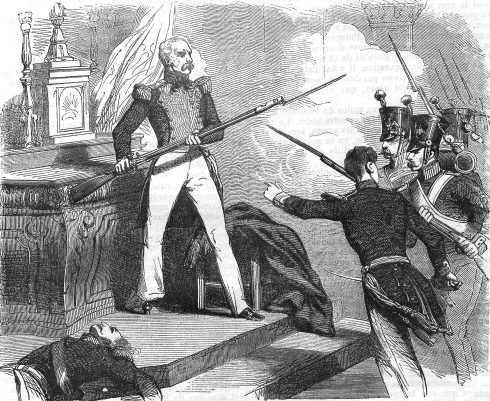
„Moartea generalului Sowiński”, o gravură contemporană realizată de Gustave Janet-Lange

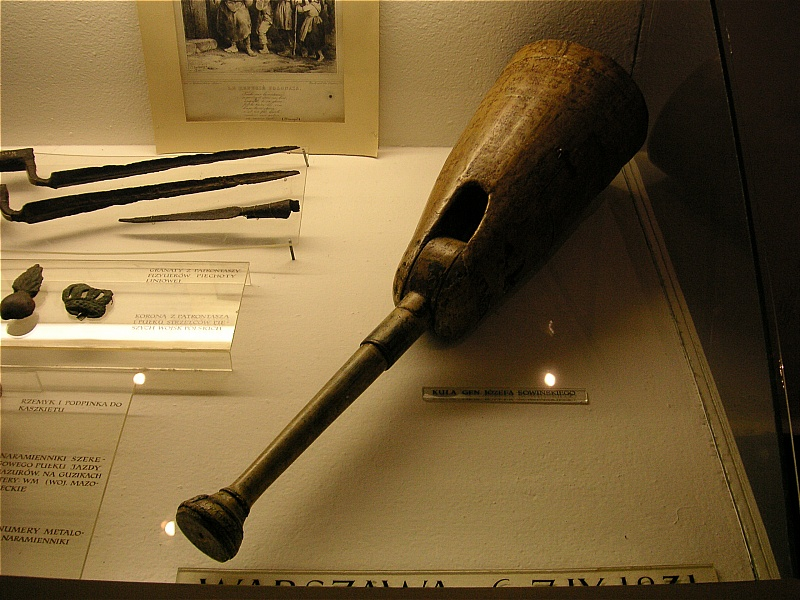
Piciorul de lemn al generalului Sowiński este păstrat în Muzeul Armatei Poloneze.

Biserica înconjurată era bine pregătită pentru apărare, dar garnizoana era compusă aproape în întregime din răniți. Pe la prânz apărătorii au fost copleșiți și rușii au intrat în biserică. Lupta pentru Fortul 56 s-a încheiat. În total, trupele ruse au pierdut nu mai puțin de 1.000 de militari uciși în timpul asedierii fortului. Victimele poloneze nu au depășit 300 de morți și răniți, cu 1.230 de soldați și ofițeri luați prizonier. Maxim 500 de soldați au reușit să se retragă și să ajungă în liniile poloneze.

#### Continuarea duelului artileriei
Între orele 13:00 și 14:00 generalul Bem a acumulat cel puțin 64 de piese de artilerie pe un front îngust de lângă forturile 21, 22 și 23 și a început să tragă asupra artileriei și infanteriei Corpului I Rus. În barajul de artilerie care a durat până la ora 17:00, Corpurile I și II Rus au fost forțate în cele din urmă să se retragă în spatele meterezelor forturilor capturate. În mai multe rânduri cavaleria rusă a generalului Hilkov (inclusiv regimentul de cuirasieri) a încercat să șarjeze pozițiile artileriei poloneze, dar de fiecare dată șarja a fost respinsă sângeros de gloanțele apărătorilor. În cele din urmă cavaleria rusă s-a retras din luptă pe drumul spre Górce. Jumătate din artileria rusă a dus un duel de artilerie intens cu polonezii, în timp ce cealaltă jumătate a început bombardarea suburbiei Wola și a pozițiilor poloneze din spatele celei de-a doua linii de apărare. Deși barajul a pregătit terenul pentru încă un contra-atac polonez, Krukowiecki nu a dorit să riște.
Pașkevici a ținut un consiliu de război cu generalii săi. Karl Wilhelm von Toll și mulți alți generali au insistat că atacul asupra Wola trebuie reluat, dar Pașkevici era sceptic. Rușii aveau încă 25.000 de militari neintrați în luptă, dar amurgul se apropia și Pașkevici s-a temut că forțele sale și-ar putea pierde coeziunea după căderea întunericului și că vor suferi pierderi excesive. Comandantul rus a crezut, de asemenea, că un atac asupra Wola ar putea fi împiedicat de pozițiile deținute încă de polonezi în prima linie (forturile 58, 59 și 60; în realitate fortul 58 fusese abandonat) sau de un contra-atac polonez din zona Czyste. El a decis să amâne acțiunile ofensive până în ziua următoare. Pașkevici a trimis, de asemenea, un alt delegat la Varșovia, dar Seimul convocat în grabă a refuzat oferta de încetare a focului.
În acel moment planul de luptă al rușilor nu era încă clar comandantului șef polonez, generalul Krukowiecki. Neștiind sigur dacă atacul principal era la Wola sau asupra forturilor din jurul Królikarnia, el nu a realocat nicio unitate numeroasă de infanterie pe frontul de vest, în ciuda faptului că linia de sud se afla în siguranță în mâinile polonezilor și că atacurile repetate rusești au fost respinse, unul câte unul. Forțele poloneze au suferit aproximativ 3.000 de pierderi în prima zi, din care doar aproximativ 300 erau în sectorul de sud în apropiere de Królikarnia, inclusiv cel mult „câteva zeci de morți”. Dar numai un mic detașament de artilerie călăreață a fost trimis în cea de-a doua linie din apropiere de Wola. În acea seară generalul Krukowiecki a convocat o ședință de guvern și a descris situația forțelor sale ca fiind extrem de dificile. El a sugerat reluarea discuțiilor cu Pașkevici și l-a trimis pe generalul Prądzyński în tabăra lui Pașkevici.

### 7 septembrie

#### Prima rundă de negocieri

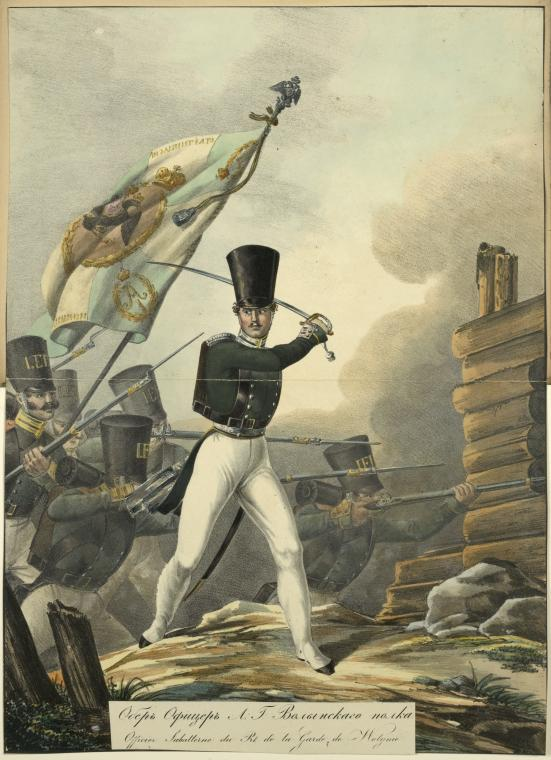
Ofițer și soldați ruși din Regimentul de Gardă Volînia

Cei doi s-au întâlnit la marginea suburbiei Wola în primele ore ale zilei de 7 septembrie. Pașkevici a dispus o încetare a focului și l-a invitat pe Krukowiecki la o rundă de discuții la ora 9:00. Întâlnirea a avut loc în cârciuma satului Wola. Pașkevici a cerut ca Varșovia și Praga să se predea necondiționat și ca Armata Poloneză să fie evacuată și dezarmată la Płock, unde trebuia să aștepte decizia țarului fie de iertare a soldaților polonezi, fie de arestare a lor ca rebeli. Krukowiecki a refuzat și a insistat că revolta nu a fost o rebeliune, ci un război purtat de către două state independente. El le-a cerut lui Pașkevici și Marelui Duce Mihail să promită recunoașterea independenței Poloniei și o amnistie generală, în schimbul revocării actului de detronare a țarului Nicolae de pe tronul polonez. Negocierile au fost furtunoase și în jurul prânzului comandantul polonez a plecat la Varșovia pentru a consulta Seimul cu privire la acțiunile ulterioare. Pașkevici a fost de acord să prelungească acordul de încetare a focului până la ora 13:00 și să continue negocierile, chiar dacă luptele se vor relua.
Pentru a câștiga sprijinul parlamentului, Krukowiecki i-a cerut generalului Prądzyński să-l reprezinte în ședința comună a Seimului și Senatului. Planul său politic era de a pune capăt revoltei cu orice preț și de a reveni la status quo ante, cu el însuși ca „salvator al patriei”, care a oprit vărsările de sânge. În discursul său Prądzyński a umflat serios numărul efectivelor militare ruse implicate în conflict și a subestimat, de asemenea, puterea unităților poloneze. El a avertizat, de asemenea, că locuitorii orașului vor fi masacrați ca în 1794 dacă vor continua să lupte și a declarat că revenirea la independența deplină sub sceptrul lui Nicolae era un obiectiv ușor realizabil, chiar dacă știa sigur că nu era adevărat. El nu a reușit să convingă guvernul și Seimul că predarea era singura opțiune, iar dezbaterea aprinsă s-a prelungit după ora 13:00. Rușii au reluat ostilitățile, iar artileria ambelor părți a început un alt schimb de focuri.

#### Situația operațională
Ambele părți au suferit pierderi similare în ziua precedentă. Victoriile ruse i-au oferit artileriei lor o linie clară de foc în suburbiile Czyste și Wola. De asemenea, au întărit moralul soldaților ruși, care erau convinși că bătălia a ajuns la final odată ce fortul 54 a căzut. Bătălia era departe de a fi pierdută pentru partea poloneză; deși rușii puteau ataca acum cea de-a treia linie de apărare poloneză de la Wola (forturile 23 și 24) sau Czyste (forturile 20-22), atacurile lor puteau fi cu ușurință flancate de forturile din cea de-a doua linie aflate încă în mâinile poloneze. De asemenea, în scopul de a sprijini înaintarea prin intermediul artileriei, tunurile rusești trebuiau să staționeze în câmp deschis.
Planurile poloneze pentru luptă au rămas neschimbate. Fortul 59 a fost evacuat și pozițiile poloneze din jurul Czyste și din apropiere de Poarta Jerozolimskie au fost ușor întărite, iar forțele poloneze au rămas aproape în mod egal împărțite între sectoarele de vest și de sud. Fără ca polonezii să știe, nici ordinele rusești pentru operațiunile militare din 7 septembrie nu s-au schimbat. Corpul II Infanterie urma să atace grupul de forturi de la Czyste (21 și 22), în timp ce Corpul I Infanterie să atace mai la nord (forturile 23 și 24). Forțele lui Muraviev urmau să atace Poarta Jerozolimskie, în timp ce forțele rămase au continuat atacurile diversioniste din ziua precedentă.
Când focul de artilerie a fost reluat în jurul orei 13:30, soldații ruși nu erau încă pregătiți pentru atac. Noaptea precedentă fusese foarte friguroasă și majoritatea soldaților ruși nu aveau haine de iarnă și și-a petrecut noaptea în câmp deschis. Mulți nu au primit nimic de mâncare dimineața, iar moralul scăzuse semnificativ. Când rușii au început să-și reorganizeze rândurile lor, generalul Umiński a presupus corect că atacul principal în sectorul lui avea ca obiectiv ocuparea Porții Jerozolimskie. El a întărit acea zonă cu rezervele sale, inclusiv aproape întreaga Divizie 4 Infanterie și Divizia 2 Cavalerie. De asemenea, el a trimis Divizia 1 Cavalerie (1.300 de oameni) mai aproape de Czyste. Generalii Małachowski și Dembiński intenționau să atace flancul trupelor rusești ce asediau Wola cu o puternică forță (3.500 de infanteriști, 800 de cavaleriști și 10 de piese de artilerie) comandată de generalul Paweł Muchowski și situată în Młociny (în apropiere de fortul 62a). Odată ce a devenit clar că rușii vor ataca mai la sud, planul a fost anulat și sectorul vestic a revenit la apărarea fixă.

#### Grande Batterie
În jur orei 13:30, 132 de tunuri rusești și patru mortiere, inclusiv 94 de tunuri ale Grande Batterie condusă de principele Mihail Dimitrievici Gorceakov, a deschis focul asupra pozițiilor poloneze. Polonezii au răspuns inițial cu 79 de piese de artilerie de câmp și 10 lansatoare de rachete incendiare, dar de la ora 14:00 generalul Bem a mutat încă 31 de tunuri într-o poziție aflată chiar în fața artileriei ruse. Pentru a contracara această amenințare, generalul rus von Toll a ordonat Grande Batterie să înainteze 100 m mai aproape de polonezi. Această decizie i-a expus flancul său tunurilor poloneze ascunse la sud, aproape de drumul către Cracovia. Rușii au suferit pierderi umane și Grande Batterie a trebuit să fie împărțită în două unități separate. Pentru a înrăutăți lucrurile pentru ruși, multe baterii trebuiau să înceteze focul și să se retragă din cauza lipsei rezervelor de muniție.
Văzând că artileria nu poate rupe liniile poloneze, generalul von Toll a conceput un nou plan de atac. El a decis să ignore ordinele lui Pașkevici de a nu ataca Varșovia. Deși se apropia amurgul, von Toll a ordonat un asalt general în sectoarele de vest și de sud. Cum nu era timp pentru buna pregătire a artileriei, von Toll a vrut să-i copleșească pe apărători prin pura superioritate numerică, chiar dacă aceasta însemna creșterea numărului de victime expuse artileriei poloneze. Pentru a distrage atenția artileriei poloneze de la Czyste și a preveni deschiderea focului asupra coloanelor rusești ce atacau forturile 21 și 22, forțele lui Muraviev au trebuit să conducă un atac direct spre Poarta Jerozolimskie. Înainte de ora 15:00, von Toll l-a trimis pe generalul Neidhardt la cartierul lui Pașkevici pentru a obține acordul lui pentru noul plan, dar Pașkevici a refuzat categoric și i-a ordonat subordonatului său să continue bombardarea forturilor poloneze cu artileria cel puțin până la ora 16:00. Deoarece comandantul-șef era departe, von Toll a decis să acționeze fără a ține cont de ordinele lui Pașkevici.

#### Asaltul lui Muraviev și retragerea

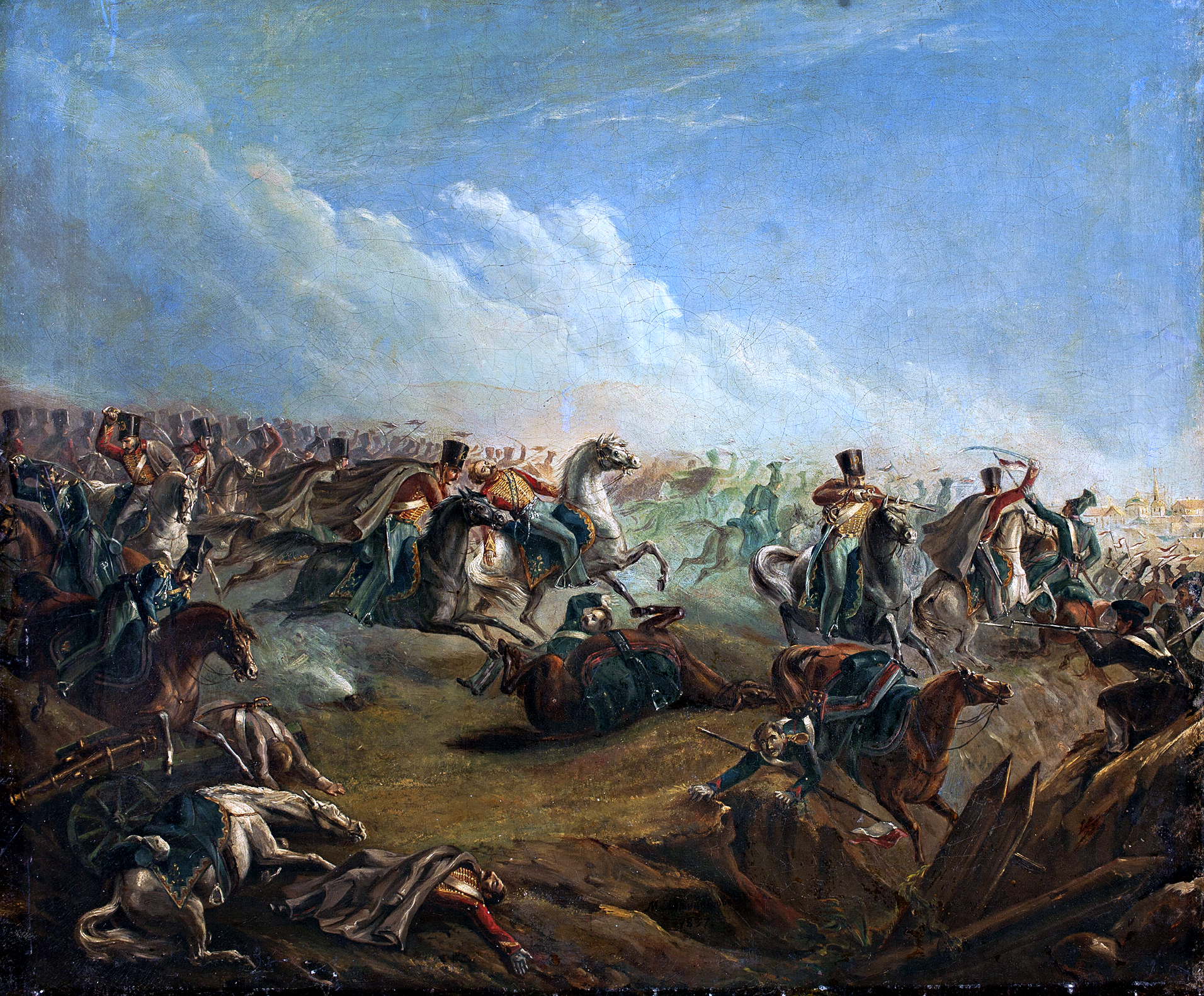
Husari ruși atacând pe drumul spre Varșovia (7 septembrie 1831), pictură realizată de Mihail Lermontov

În jurul orei 15:00, trupele rusești au început pregătirile pentru atacul asupra pozițiilor poloneze din apropierea Porții Jerozolimskie. O forță puternică comandată de Muraviev și Nostitz au ocupat posturile de pe ambele părți ale drumului spre Cracovia, lângă Rakowiec. Forța de protecție includea Brigada de Grenadieri (cca. 1700 de infanteriști, 16 tunuri), Brigada de Cuirasieri (cca. 1.300 de cavaleriști, 16 tunuri), Regimentul de Ulani (392 de cavaleriști) și trei regimente de cavalerie (cca. 1.700 de cavaleriști, 16 tunuri). Între forțele de proiecție au fost formate două coloane. Coloana din stânga comandată de colonelul Nikolai Lukaș era alcătuită din regimentele de infanterie  Luțk și Samogitia (cu 1.989de oameni), cu Regimentul de Gardă Finlandeză în rezervă (1.374 de oameni). Coloana trebuia să ia cu asalt fortul 74. Coloana din dreapta era comandată de colonelul Roth și era compusă din Regimentul de Infanterie Nieśwież (1.278 de oameni), cu Regimentul 4 Jäger (900 de oameni), Regimentul de Pușcași (1.353 de oameni) și Pușcașii Finlandezi (142 de oameni) în rezervă. Această coloană de asalt trebuia să ia cu asalt fortul 72. Pe frontul de sud, forțele comandate de Strandmann urmau să atace în forță spre Królikarnia și în alte părți pentru a-i presa pe polonezi pe mai mult de un singur front.
Asaltul a început în jurul orei 16:00. Coloana din stânga a suferit pierderi semnificative, dar a ajuns la fortul 74 la timp pentru a se confrunta cu întăririle poloneze trimise de generalul Antoni Wroniecki, comandantul acestui sector. Două mii de ruși s-au luptat cu mai puțin de 850 de polonezi în interiorul fortului, dar au fost învinși într-un atac la baionetă și au trebuit să se retragă. Din moment ce atacul a eșuat și bateriile poloneze de artilerie erau încă active, von Toll a decis să folosească rezervele de cavalerie. Două regimente ale Diviziei 3 Cuirasieri (1.200 de cavaleriști) s-au deplasat pe drumul care lega Szczęśliwice de Czyste și aveau ordinul să realizeze o șarjă asupra artileriei poloneze din spate. Polonezii au avut o vizibilitate completă a câmpului de luptă și au beneficiat de suficient timp pentru a se pregăti pentru atac din cauza faptului că avansul rus era încetinit de terenul mlăștinos. Atunci când cavaleria rusă a trecut de coloane în linia de luptă, artileria poloneză a deschis focul asupra rușilor, dispersându-le trupele. Comandantul rus și-a reorganizat forțele și a repetat șarja, dar rușii au fost din nou respinși înainte de a ajunge la pozițiile artileriei poloneze. Regimentul de Cuirasieri Novgorod a pierdut peste 200 de oameni din cei 450 care au participat la șarjă.

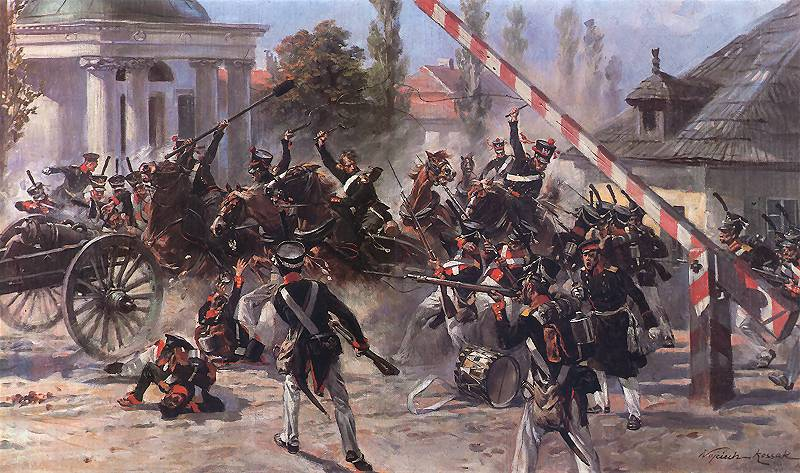
Bateria lui Jabłonowski apărând Poarta Jerozolimskie, pictură din 1897 a lui Wojciech Kossak

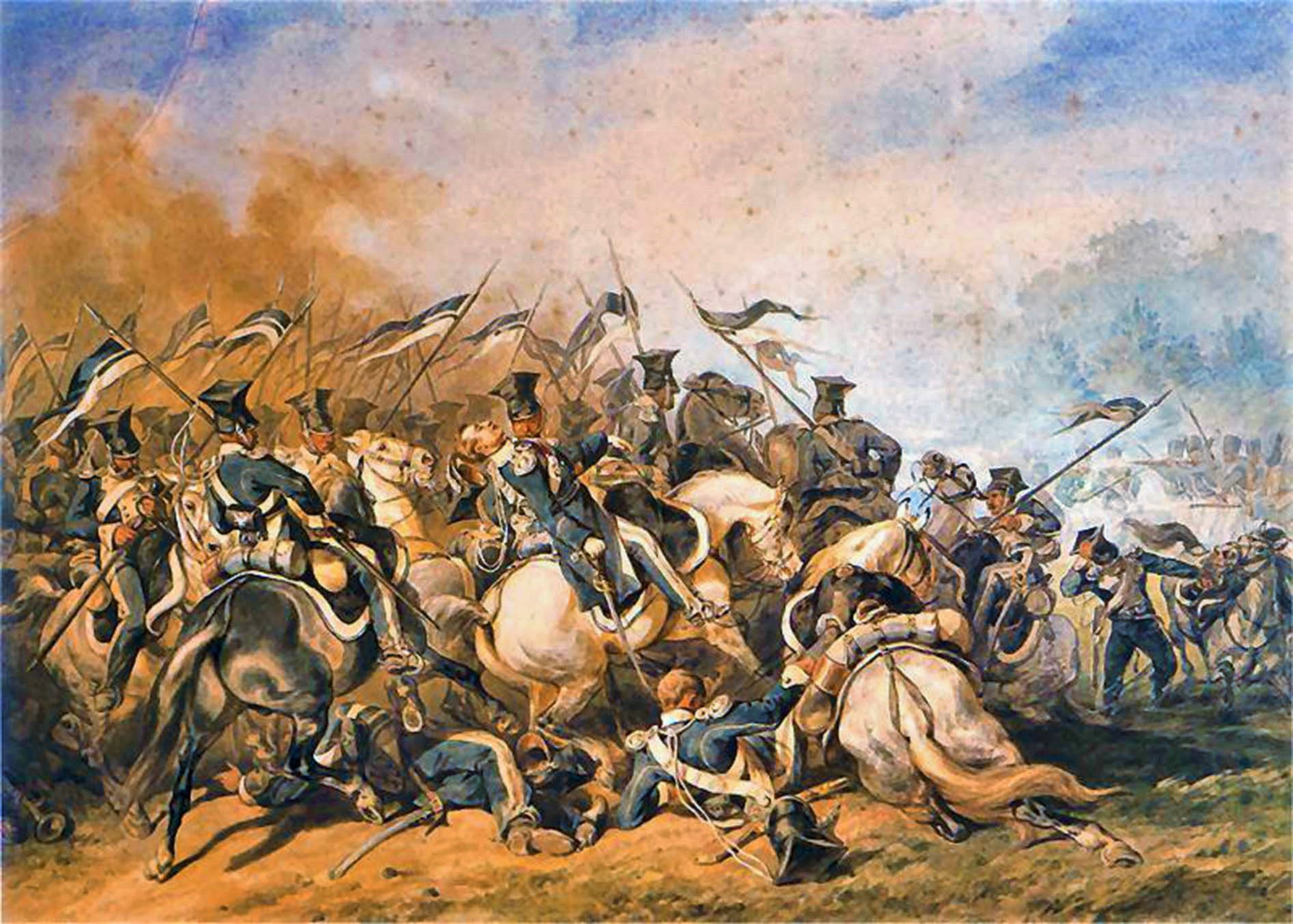
Cavaleria poloneză atacând forțele ruse, pictură din 1873 a lui Juliusz Kossak

#### Capitularea polonezilor
Generalul Prądzyński a fost din nou trimis la cartierul general rus, unde a fost întâmpinat de Marele Duce Mihail Pavlovici, deoarece Pașkevici fusese rănit cu puțin timp mai înainte. Deși Mihail credea că polonezii încercau să tragă de timp pentru a permite corpului condus de Ramorino să se întoarcă de la Podlasie, Prądzyński l-a convins să-l trimită pe generalul Berg la Varșovia cu proiectul unui act de capitulare necondiționată. Acordul (care nu era aparent semnat) prevedea că Armata Poloneză era liberă să părăsească orașul, că intra în vigoare un termen de o zi sau două zile de încetare a focului și că Varșovia era scutită de ororile pe care le cunoscuse în timpul asediului din 1794. Nu au fost incluse clauze politice. În jurul orei 17:00 Prądzyński și Berg au ajuns în Varșovia, unde Krukowiecki a fost, în general, de acord cu termenii rusești, dar i-a considerat prea duri. Berg și Prądzyński au revenit apoi la cartierul general rus și Marele Duce Mihail a fost de acord să permită Armatei Poloneze să treacă liber către Modlin și Płock, să promulge o amnistie pentru toți luptători Revoltei și să facă schimb de prizonieri. Noile condiții au fost mai mult decât acceptabile pentru Krukowiecki. După întoarcerea lui Prądzyński aripa mai liberală a guvernului dobândise o majoritate temporară, iar Krukowiecki a fost înlăturat de la putere și înlocuit cu Bonawentura Niemojowski ca șef al guvernului și cu generalul Kazimierz Małachowski în calitate de comandant-șef.

### 8 septembrie
Ultimatumul cerea ca Varșovia să se predea imediat, împreună cu podul și suburbia Praga, și amenințat cu distrugerea completă a orașului în ziua următoare. După o dezbatere aprinsă, noile autorități poloneze au decis să se conformeze în jurul orei 5:00. Małachowski a trimis o scrisoare lui Pașkevici în care îl anunță că armata s-a retras la Płock „pentru a evita vărsările de sânge și pentru a-și dovedi buna credință”. În scrisoare se exprima, de asemenea, speranța că rușii vor permite libera trecere a trupelor ce se aflau în imposibilitatea de a se retrage înainte de termen și că armata va onora termenele negociate cu Marele Duce Mihail. Capitularea Varșoviei a fost, astfel, nu o convenție formală, ci mai degrabă efectul unor negocieri îndelungate. Rușii au respectat inițial termenii ei.
Armata Poloneză s-a retras peste Vistula și a continuat să se deplaseze către nord, unde se afla Fortăreața Modlin. Seimul, Senatul și mulți civili au părăsit orașul, „într-o tăcere sinistră”. Mulți soldați, inclusiv ofițeri de rang înalt, au decis să rămână în oraș și să depună armele. Până la 5.000 de soldați au rămas în Varșovia, împreună cu 600 de ofițeri, printre care generalii Krukowiecki, Małachowski, Chrzanowski și Prądzyński. Magazinele alimentare au fost deschise, iar alimentele au fost distribuite în rândul civililor.
În seara următoare, Marele Duce Mihail Pavlovici a intrat în oraș în fruntea Gărzii Imperiale; Varșovia a capitulat.

## Urmări

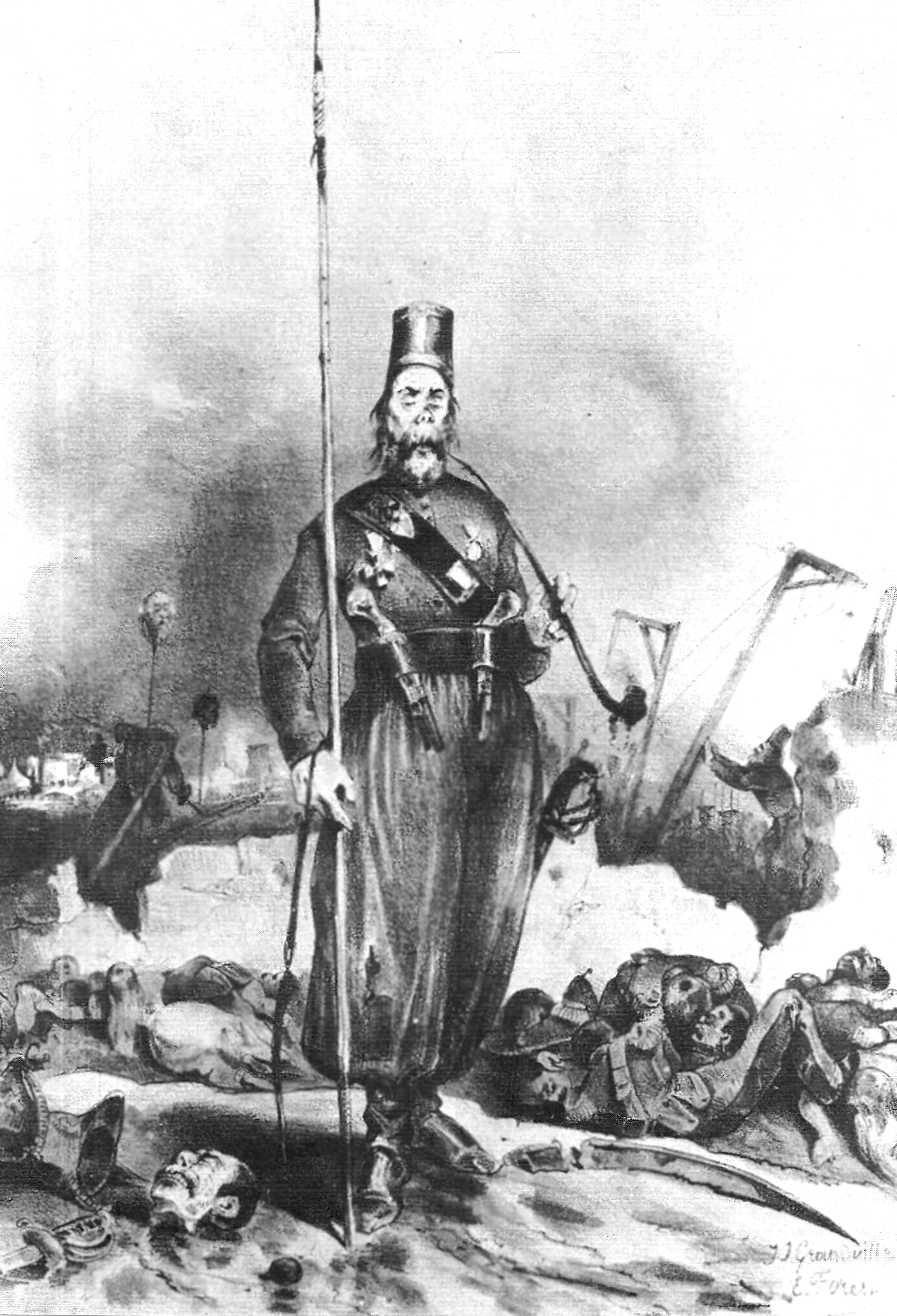
Ordinea domnește la Varșovia, caricatură franceză din 1831

Deși nu s-a ordonat o evacuare pe scară largă a proviziilor din Varșovia, fortăreața Modlin a fost bine pregătită pentru un asediu. Depozitele sale conțineau peste 25.000 de proiectile, aproape 900 de mii de gloanțe pentru muschete și puști și suficiente provizii pentru mai multe luni de asediu total. Trezoreria guvernului polonez a rămas încă intactă și conținea mai mult de 6,5 milioane de zloți.
Căderea Varșoviei a fost sinonimă cu căderea Poloniei atât pentru polonezi, cât și pentru străini. Dorind să comemoreze încleștarea puternică a Revoltei din Noiembrie, Aleksandr Pușkin a scris „Cu ocazia capturării Varșoviei”, salutând capitularea capitalei Poloniei ca „triumful final” al Mamei Rusia. Alți scriitori și poeți s-au alăturat în a sărbători această victorie, iar printre ei s-au aflat Vasili Jukovski, Fiodor Tiutcev și Aleksei Homiakov. Curând după aceea țarul a dezmembrat practic Regatul Poloniei: constituția a fost abolită, administrarea țării a fost încredințată înalților funcționari ruși și Universitatea din Varșovia a fost închisă.

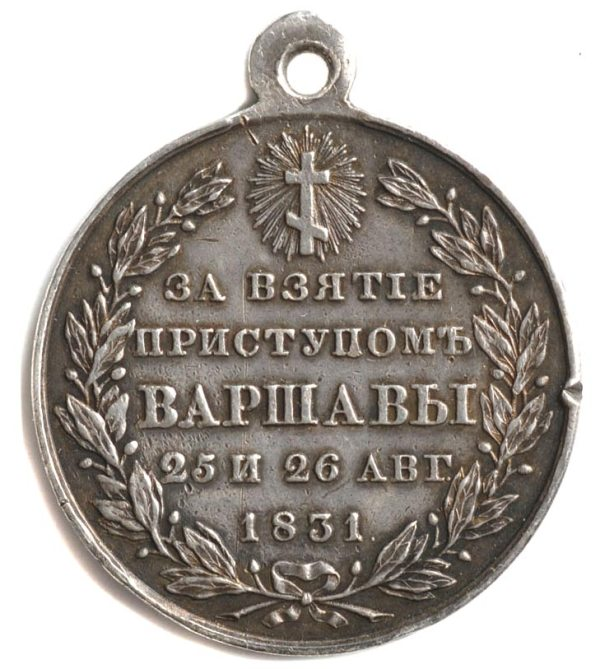
Medalie rusească acordată pentru capturarea Varșoviei a fost purtat pe aceeași panglică cu ordinul polonez Virtuti Militari

Vestea căderii Varșoviei s-a răspândit rapid. Guvernul francez, presat până atunci atât de emisarii polonezi, cât și de propria opoziție să-i sprijine pe polonezi, a fost mulțumit: ministrul francez al afacerilor externe Horace Sébastiani a declarat în Camera Deputaților că „Ordinea domnește acum la Varșovia”. Fraza a devenit unul dintre cele mai cunoscute comentarii cu privire la căderea Varșoviei și a fost, mai târziu, de multe ori ridiculizată de susținătorii cauzei poloneze. Capturarea orașului de către ruși, în 1831, a declanșat un val de simpatie față de polonezi. Mai multe orașe din Statele Unite ale Americii au votat să-și schimbe numele în Varșovia, după ce vestea capitulării orașului a ajuns la locuitorii lor, existând în prezent orașe precum Varșovia, Virginia și Varșovia, Kentucky.
La scurt timp după bătălie, în decembrie 1831, autoritățile țariste au decretat baterea unei medalii comemorative „Pentru capturarea Varșoviei prin atacul din 1831" acordate veteranilor ruși. Un monument ridicat în memoria „ocupanților Varșoviei” a fost construit în apropiere de fosta redută 54. Demolat după ce Polonia și-a redobândit independența în 1918, locul este ocupat acum de un monument postbelic dedicat lui Juliusz Konstanty Ordon și soldaților săi. Există planuri de a muta monumentul mai aproape de locul fostei redute.
Bătălia de la Varșovia este comemorată pe Monumentul Soldatului Necunoscut din Varșovia, cu inscripția „WARSZAWA 6-8 IX 1831”.

## Victime

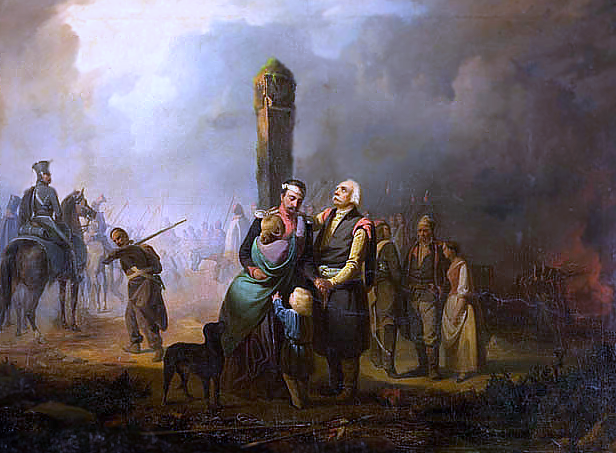
Polonezi traversând frontiera prusacă, o pictură alegorică din 1840 realizată de Franciszek Faliński

Primele rapoarte rusești menționează că au fost uciși sau răniți între opt și zece mii de militari de partea rusă, și între șase și șapte mii de partea poloneză. Mai târziu, numărul pierderilor poloneze menționate în rapoartele Armatei Ruse a fost dat ca 139 ofițeri și 7.745 de subofițeri și soldați. Acest număr îi include atât pe cei morți, cât și pe cei răniți. Alte surse dau numărul total de victime poloneze de 9.000: „probabil cel puțin 3.000” sau chiar „peste 4.000” în prima zi și între 3.800 și 6.000 în a doua zi de luptă. Aceste numere nu-i includeau pe bolnavii și răniții luați prizonieri după intrarea rușilor în Varșovia. În total, Armata Poloneză a pierdut 16.000 de oameni până la 12 septembrie, dar acest număr include mulți dezertori în perioada imediat următoare de după luptă.
Rușii estimează în mod oficial că au existat 2.300–3.000 de morți și răniți în prima zi și 7.460 în a doua zi. Ambele numere sunt considerate „ridicol de mici” de către istoricii de mai târziu. Tomasz Strzeżek în monografia bătăliei, publicată în 1998, notează că pierderile umane au fost de 10.559 soldați ruși uciși, inclusiv doi generali, 16 colonei, 47 de ofițeri și 1.767 subofițeri, precum și 1.182 de soldați dispăruți și presupuși morți. El observă că aceste numere ar putea fi subevaluate deoarece unele regimente rusești au suferit pierderi enorme, după cum reiese din evidențele lor oficiale, dar datele, aparent, au fost omise din documentele oficiale ale armatei. După bătălie erau 7.000 de soldați ruși răniți în spitalele din Varșovia și 5.000 în spitalele de campanie din afara orașului. Rata răniților din armata rusă era foarte mare, din cauza numărului redus de personal medical. Strzeżek estimează că între 14.000 și 16.000 de ruși au fost uciși sau au murit de pe urma rănilor și 4.000 au dispărut și au fost presupuși morți. În data capitulării, polonezii aveau cel puțin 3.000 de prizonieri de război ruși în Varșovia, în timp ce rușii aveau doar 2.590 de prizonieri polonezi.